# Dubiaranea silvae
Dubiaranea silvae là một loài nhện trong họ Linyphiidae. Loài này được phát hiện ở Peru.